# Changes (Kalush Orchestra)
Changes è un singolo del gruppo musicale ucraino Kalush Orchestra, pubblicato il 3 marzo 2023.

## Video musicale
Il video è stato girato in Polonia, in una casa tradizionale, dove i membri della Kalush Orchestra interpretavano personaggi fiabeschi. Tymofij Muzyčuk si reincarna come Carpathian Molfar, una creatura con abilità soprannaturali, e KilimWoman debutta nella band.
Il regista Leonid Kolosovsky ha spiegato: “Questa è una storia sui personaggi magici della famiglia Kalush Orchestra. Ogni membro di questa famiglia ha il proprio superpotere. Come di solito accade nelle famiglie, ognuno è molto diverso, ma stanno insieme e tutti amano la propria casa".

## Tracce
Testi e musiche di Natal'ja Losjeva, Anton Čilibi, Oleksandr Slobodnjak, Timofij Muzyčuk, Ivan Klymenko, Jamison Fox e Oleh Psjuk.
1. Changes – 2:55